# 梅利卡拉
梅利卡拉（英語：Merykara），埃及第十王朝国王。埃拉克雷奥波利斯唯一的国王王衔。其墓据铭文所载，意为“像拉一样热爱卡的权力。”他统治时期，由于西班政权多次进攻，埃拉克雷奥波利斯首次出现很多麻烦。